# Micrathena atuncela
Micrathena atuncela är en spindelart som beskrevs av Levi 1985. Micrathena atuncela ingår i släktet Micrathena och familjen hjulspindlar.
Artens utbredningsområde är Colombia. Inga underarter finns listade i Catalogue of Life.